# Viadanica
Viadanica là một đô thị ở tỉnh Bergamo trong vùng Lombardia, có vị trí cách khoảng 70 km về phía đông bắc của Milano và khoảng 25 km về phía đông của Bergamo. Tại thời điểm ngày 31 tháng 12 năm 2004, đô thị này có dân số 1.093 người và diện tích là 5,4 km².
Viadanica giáp các đô thị: Adrara San Martino, Predore, Sarnico, Vigolo.